# Харингтън
Вижте пояснителната страница за други значения на Харингтън.
Харингтън (на английски: Harrington) е град в окръг Линкълн, щата Вашингтон, САЩ. Харингтън е с население от 426 жители (2000) и обща площ от 1 km². Намира се на 654 m надморска височина. ЗИП кодът му е 99134, 99154, а телефонният му код е 509.